# محمد فارس (بازیکن فوتبال، زاده ۱۹۹۶)
محمد فارس (انگلیسی: Mohamed Fares؛ زادهٔ ۱۵ فوریهٔ ۱۹۹۶) بازیکن فوتبال اهل فرانسه است که برای باشگاه لاتزیو بازی می‌کند.
وی همچنین در تیم ملی فوتبال الجزایر بازی کرده‌است.